# Diego Dávila
Diego Dávila Coello y Pacheco primo marchese di Navamorcuende, diciassettesimo signore di Cardiel, El Bodón, Montalvo, El Hito e di Villar de Cañas (1621 circa – 1680 circa) è stato un militare ed amministratore coloniale spagnolo che operò da Governatore Reale del Cile tra il 19 marzo 1667 ed il 18 febbraio 1670.